# Bertrand Gallet (homme politique)
Pour les articles homonymes, voir Bertrand Gallet et Gallet.
Bertrand Gallet est un homme politique français né le 24 mai 1945 à Lyon (Rhône).
Ancien député socialiste d'Eure-et-Loir et après plusieurs fonctions exercées en ministère, il est depuis 1998 directeur général de l'association Cités unies France. Il est également coauteur de plusieurs œuvres télévisuelles et auteur d'ouvrages consacrés à la politique étrangère.

## Biographie
- 1998 - 2017 : directeur général de l'association Cités Unies France[1] ;
- 1997 - 1998 : conseiller technique, chargé des études et prospectives et des questions internationales au cabinet de Ségolène Royal, ministre de l'Enseignement scolaire ;
- 1988 - 1993 : député PS de la 3e circonscription d'Eure-et-Loir
- 1988 : conseiller régional du Centre-Val de Loire
- 1986 - 1988 : chargé de mission à la direction des lycées et collèges du ministère de l'Éducation nationale ;
- 1985 - 1986 : secrétaire général de la Mission interministérielle de lutte contre la toxicomanie auprès du Premier ministre ;
- 1983 - 1989 : adjoint au maire de Nogent-le-Rotrou ;
- Enseignant au lycée Rémi-Belleau de Nogent-le-Rotrou ;
- Enseignant au lycée Molière de Paris.

## Œuvres

### Reportages
- 1984 : Les combattants de l'insolence (œuvre collective - prix Albert-Londres en 1985) ;
- 1987 : Massoud, portrait d'un chef afghan (œuvre collective) ;

### Ouvrages
- 1995 : Précis de politique étrangère française - Ed. Ellipse ;
- 1999 : La Politique étrangère commune - Ed. Economica.

## Décoration
Bertrand Gallet est chevalier de la Légion d'honneur[réf. nécessaire].